# Военная диктатура
Вое́нная диктату́ра — форма правления, в которой всей властью обладают военные, как правило, захватившие власть в результате государственного переворота или же введена с назначением военного диктатора из-за начала войны. 
Военная диктатура похожа, но не идентична стратократии, при которой государством управляют непосредственно военные. Как и любая диктатура, военная диктатура может быть официальной или неофициальной (некоторые военные диктаторы, такие как Мануэль Норьега в Панаме, номинально подчинялись гражданскому правительству, несмотря на силовую структуру режима) и в зависимости от этого квалифицироваться как стратократия. Существуют и смешанные формы правления, при которых военные оказывают очень сильное влияние, но не единовластно контролируют ситуацию.

## Виды военной диктатуры
Латинская Америка, Африка и Ближний Восток — обширная зона для распространения военной диктатуры. Одной из причин этого является то, что у военных зачастую больше сплоченности и лучшая организационная структура, чем у гражданских институтов общества, что характерно для развивающихся стран, склонных к государственным переворотам.
Типичная военная диктатура в Латинской Америке, как правило, представляет собой Хунту (от испанского слова, которое можно перевести как «конференция» или «совет»), комитет, состоящий из нескольких офицеров, часто из высшего руководства вооруженных сил, хоть и не всегда. Об этом свидетельствует термин власть полковников, говорящий, что военные лидеры остались верны прежнему режиму. Так было в случае с генералом Хорхе Рафаэлем Виделой, период правления которого в Аргентине после переворота в 1976 году характеризуется применением силы и экстра-правовых мер (см. массовые исчезновения людей и «Грязная война»), которые сами военные называли «процессом национальной реорганизации». Нечто подобное происходило и в Сальвадоре во время гражданской войны в 1980 году, когда боевики «эскадронов смерти» убили около четырёх тысяч диссидентов (примерно 0,8 % населения), чтобы подорвать деятельность оппозиции. 
В Чили ситуация с генералом Аугусто Пиночетом Угарте, который был у власти в период с 1973 по 1990 год, была несколько иной: он начинал как председатель правления, а затем консолидировал власть вокруг своей персоны и занимал этот пост до конца правления, став пожизненным сенатором во время перехода страны к демократическому режиму. То же самое произошло и с Дези Бутерсе в Суринаме. Другие военные диктатуры сосредоточены полностью в руках одного должностного лица, каудильо, как правило, главнокомандующего армией. Так было в случае с Боливии, в которой правил генерал Уго Бансер с 1971 по 1978 год. В Парагвае военным диктатором был генерал Альфредо Стресснер, который правил этой страной в течение тридцати пяти лет, с 1954 до 1989 года. Другой военный диктатор, Анастасио Сомоса Гарсия, управлял Никарагуа с 1936 по 1956 год и даже создал семейную династию, которая была у истоков власти в стране до 1979 года. В любом случае, председатель Хунты или единовластный командир зачастую сам вступает в должность в качестве главы государства.
На Ближнем Востоке и в Африке военные правительства чаще возглавляются одним влиятельным человеком, являясь авторитарными режимами в дополнение к военной диктатуре. Такие лидеры, как Иди Амин и Сани Абача работали над созданием культа личности и стали лицами наций внутри и за пределами своих стран. При этом следует выделить военный переворот в Таиланде. Он был совершен группой военных, которая оставила в качестве формы правления монархию.

## Возникновение и эволюция
Большинство военных диктатур образуется после государственного переворота, в ходе которого свергается предыдущее правительство. Тем не менее, совсем иная картина наблюдалась в случае с режимами Саддама Хусейна в Ираке и Ким Ир Сена в Северной Корее. Оба режима позиционировались изначально как государства с однопартийной системой правления, но на протяжении своего существования трансформировались в военные диктатуры, когда их лидеры надели форму, а военные стали принимать активное участие в правительственных решениях.
С другой стороны, другие военные диктатуры могут постепенно восстанавливать элементы гражданского правительства, в то время как исполнительная власть по-прежнему находится в руках верховного военачальника. В Пакистане правящие генералы Мухаммед Зия-уль-Хак (1977—1988) и Первез Мушарраф (1999—2008) провели каждый в своё время единственный референдум, чтобы вступить в должность президента Пакистана, что противоречило конституции.
В прошлом военные хунты оправдывали свою власть как способ обеспечения политической стабильности в стране или её спасение от угрозы «опасных идеологий». Например, в Латинской Америке угроза коммунизма часто использовалась как оправдание возникающему режиму, а большая часть военных диктаторов прошла подготовку в Школе Америк, учреждении, обеспечивавшем в контексте холодной войны лояльность проамериканских войск в отношении внешней политики Соединенных Штатов. Военные режимы, как правило, склонны представлять себя как «нейтральную» партию, которая может предоставить временное руководство страной в смутные времена. Военные режимы также изображают гражданских политиков как коррумпированных и неэффективных. Одной из почти универсальных характеристик военного правительства является институт военного или постоянного чрезвычайного положения, который упраздняет все правовые гарантии, защищающие людей от злоупотреблений со стороны государства. Военные режимы, как правило, не считаются с правами человека и используют силу и репрессии, чтобы заставить замолчать инакомыслящих и политических оппонентов. В связи с этим два американских политолога, Р. Дюваль и Майкл Стол, разработали в 1983 году концепцию государственного терроризма, которая, конечно, относится не только к военной диктатуре.

### Военные диктатуры в 1990-е годы
С начала 1990-х годов военные диктатуры стали менее распространенным явлением. Причиной тому являются следующие факты:
- военные диктатуры утратили международную легитимность в связи с так называемыми «волнами демократизации»,
- большинство военных имеет неудачный опыт управления государством,
- окончание холодной войны и распад Советского Союза привели к трудностям для военных диктатур при оправдании своих действий, так как угроза коммунизма сошла на нет.

С учётом этих фактов многие нации в настоящее время не склонны принимать участие в политических спорах.

## Примеры современных военных диктатур
- Фиджи — военные захватили власть в декабре 2006 года. Предыдущие перевороты совершались в 1987 и 2000 годах.
- Буркина-Фасо — военные захватили власть в октябре 2014 года на фоне массовых демонстраций, спровоцированных подготовкой поправок к конституции, в соответствии с которыми президент, находившийся у власти 27 лет, хотел обнулить себе срок.
- Судан — военные захватили власть весной 2019 года. Суданские военные объяснили это тем, что необходимо бороться с кризисом и диктатурой в стране.
- Мьянма — военные захватили власть 1 февраля 2021 года.
- Чад — страна под контролем переходного военного совета с 20 апреля 2021 в связи с гибелью президента Идриса Деби в непрекращающейся гражданской войне. 10 мая 2024 года по результатам выборов следующим президентом Чада был избран Махамат Деби, сын Идриса и глава переходного военного совета.
- Нигер — военные захватили власть 26 июля 2023 года. Предыдущие перевороты совершались в 1974, 1996, 1999 и 2010 годах.
- Габон — военные захватили власть 30 августа 2023 года.

## Примеры военных диктатур прошлого
Примечание: в связи с наличием большого количества исторических примеров режимов, которые могли бы, вероятно, быть классифицированы как военные диктатуры, нижеследующий список ограничен теми из них, которые находились у административной власти с начала XIX века.

### Африка
- Алжир (1992—1994)
- Бенин (1963—1964; 1965—1968; 1969—1970; 1972—1975)
- Буркина-Фасо (1966—1977; 1980—1991; 2014; 2015; 2022; с 2022)
- Бурунди (1966—1974; 1976—1979; 1987—1992)
- Центральноафриканская Республика (1966—1976; 1981—1987; 2003—2005; 2013)
- Чад (1975—1979; 1982—1989)
- Коморы (1999—2002)
- Демократическая Республика Конго (1965—1971)
- Народная Республика Конго (1968—1969; 1977—1979)
- Кот-д’Ивуар (1999—2000)
- Египет (2011—2014)
- Экваториальная Гвинея (1979—1987)
- Эфиопия (1974—1987)
- Габон (с 2023)
- Гамбия (1994—1996)
- Гана (1966—1969; 1972—1979; 1981—1993)
- Гвинея (1984—1990; 2008—2010; с 2021)
- Гвинея-Бисау (1980—1984, 2012)
- Лесото (1986—1993)
- Либерия (1980—1984)
- Ливия (1969—1977)
- Мадагаскар (1972—1976)
- Мали (1968—1992, 2012, 2020)
- Мавритания (1978—1992; 2005—2009)
- Нигер (1974—1989; 2010—2011; c 2023)
- Нигерия (1966—1999)
- Руанда (1973—1975)
- Сьерра-Леоне (1967—1968; 1992—1998)
- Сомали (1969—1976; 1991)
- Судан (1958—1964; 1969—1971; 1985—1986; 1989—1993)
- Того (1967—1979)
- Уганда (1971—1979; 1985—1986)
- Заир (1971—1997)

### Америка
- Аргентина (1930—1932; 1943—1946; 1955—1958; 1966—1973; 1976—1983)
- Боливия  (1828—1848; 1861—1871; 1876—1880; 1930—1931; 1936—1946; 1951—1952; 1964—1966; 1969—1982)
- Бразилия (1889—1894; 1964—1985)
- Чили (1924—1931; 1973—1990)
- Колумбия (1855—1857; 1953—1958)
- Коста-Рика (1863—1882; 1917—1919)
- Куба (1933—1940; 1952—1959)
- Доминиканская Республика (1930-1961)
- Эквадор (1876—1883; 1937—1938; 1963—1966; 1972—1979)
- Сальвадор (1885—1911; 1931—1980)
- Гватемала (1931—1945; 1957—1958; 1963—1966; 1970—1986)
- Гаити (1950—1956; 1986—1990, 1991—1994)
- Гондурас (1903—1907; 1956—1957; 1963—1982)
- Мексика (1876—1880; 1884—1911)
- Никарагуа (1936-1956; 1967-1979)
- Панама (1968—1989)
- Парагвай (1940—1948; 1954—1993)
- Перу (1838—1872; 1876—1879; 1886—1895; 1914—1915; 1930—1931; 1933—1939; 1948—1950; 1962—1963; 1968—1980)
- Суринам (1980—1988)
- Уругвай (1876—1879; 1973—1985)
- Венесуэла (1847—1858; 1908—1935; 1948—1958)

### Азиатско-Тихоокеанский регион
- Бангладеш (1975—1981; 1982—1986)
- Мьянма (1958—2011; с 2021)
- Камбоджа (1966—1975)
- Китайская Республика (1928—1975; 1912-16)
- Фиджи (1987; 2000; 2006—2014)
- Индонезия (1966—1998)
- Иран (1923—1925; 1950—1957; 1978—1979)
- Ирак (1933—1938; 1949—1953; 1958—1979)
- Республика Корея (1961—1963, 1980—1992)
- Лаос (1959—1960)
- Пакистан (1958—1971; 1977—1988; 1999—2008)
- Филиппины (1972—1981)
- Сирия (1951—1954; 1963—2000)
- Таиланд (1933—1973; 1976—1988; 1991—1992; 2006—2008; 2014—2023)
- Южный Вьетнам (1963—1975)
- Йеменская Арабская Республика (1962—1978)

### Европа
- Царство Болгария (1934—1935)
- Великобритания (1653—1659)
- Франция (1799—1815; 1870—1871; 1940—1944)
- Греция (1922—1926; 1936—1941; 1967—1974)
- Польша (1926—1935; 1981—1983)
- Португалия (1917—1919; 1926—1933, 1974—1976)
- Румыния (1941—1945)
- Испания (1923—1930; 1939—1975)
- Турция (1960—1961; 1980—1983)
- Российское государство (1918—1920)